# Lijst van Franse gouverneurs van Indochina
Dit is een lijst met de Franse gouverneurs in de Unie van Indochina.  Zij waren de hoogste vertegenwoordigers van het Franse gezag over het gebied. Onder hen waren in de verschillende gebieden residenten aangewezen. Voor zover bekend zijn de jaartallen vermeld: 
Gouverneurs Generaal:
- 16 november 1887 - april 1888 Ernest Constans
- april 1888 - 31 mei 1889 Étienne Richaud
- 31 mei 1889 - april 1891 Georges Jules Piquet
- april 1891 - juni 1891 Bideau, waarnemend
- juni 1891 - maart 1894 Antoine de Lanessan
- maart 1894 - december 1894 Léon Jean Laurent Chavassieux
- december 1894 - februari 1895 François Pierre Rodier, waarnemend
- februari 1895 - december 1896 Armand Rousseau
- december 1896 - 13 februari 1897 Augustin Julien Fourès, waarnemend
- 13 februari 1897 - oktober 1902 Paul Doumer
- oktober 1902 - februari 1907 Paul Beau
- februari 1907 - september 1908 Louis Alphonse Bonhoure, waarnemend
- september 1908 - januari 1910 Antony Klobukowski
- januari 1910 - februari 1911 Albert Jean George Marie Louis Picquié, waarnemend
- februari 1911 - november 1911 Paul Louis Luce
- november 1911 - januari 1914 Albert Sarraut (1e keer)
- januari 1914 - maart 1915 Joost van Vollenhoven, waarnemend
- maart 1915 - mei 1916 Ernest Roume
- mei 1916 - januari 1917 Jean Eugène Charles, waarnemend
- januari 1917 - mei 1919 Albert Sarraut (2e keer)
- mei 1919 - februari 1920 Maurice Antoine François Montguillot (1e keer), waarnemend
- februari 1920 - april 1922 Maurice Long
- april 1922 - augustus 1922 François Marius Baudouin, waarnemend
- augustus 1922 - april 1925 Martial Merlin
- april 1925 - november 1925 Maurice Antoine François Montguillot (2e keer)
- 18 november 1925 - januari 1928 Alexandre Varenne
- januari 1928 - augustus 1928 Maurice Antoine François Montguillot (3e keer)
- 22 augustus 1928 - 15 januari 1934 Pierre Pasquier
- 27 februari 1934 - september 1936 Eugène Jean Louis René Robin
- september 1936 - 20 augustus 1939 Jules Brévié
- 20 augustus 1939 - 25 juni 1940 Georges Catroux, waarnemend (acting)
- 25 juni 1940 - 9 maart 1945 Jean Decoux

Na 1945 waren de hogecommissarissen de vertegenwoordigers van het Franse gezag.